# Oshima Yasuaki
Yasuaki Oshima (sinh ngày 1 tháng 9 năm 1981) là một cầu thủ bóng đá người Nhật Bản.

## Sự nghiệp câu lạc bộ
Yasuaki Oshima đã từng chơi cho Vissel Kobe, Tokushima Vortis và Giravanz Kitakyushu.